# Robert Horton
Robert Horton, nato Meade Howard Horton, Jr. (Los Angeles, 29 luglio 1924 – Los Angeles, 9 marzo 2016), è stato un attore statunitense.

## Biografia
Tra il 1950 e il 1960 apparve in numerosi film e serie western nei quali interpretò spesso personaggi in situazioni disperate. In un episodio del serial Carovane verso il West si trova legato nel deserto, sotto il sole cocente e lasciato lì a morire, mentre in un altro viene legato per i polsi in un villaggio indiano e lasciato penzolare a 30 centimetri da terra. Partecipò a 7 episodi della serie Alfred Hitchcock presenta e a fine carriera, nel 1990, anche a un episodio del serial TV La signora in giallo.
Ritiratosi dalle scene, dall'ottobre 2001 visse ad Encino, in California, insieme alla sua terza moglie Marilyn Bradley. Nell'aprile 2006 fu premiato a Phoenix per le sue numerose interpretazioni di personaggi di integrità morale e forza d'animo rappresentativi del vero cowboy americano.

## Filmografia

### Cinema
- Salerno, ora X (A Walk in the Sun), regia di Lewis Milestone (1945)
- Arrivano i carri armati (The Tanks Are Coming), regia di Lewis Seiler (1951)
- Il figlio del Texas (Return of the Texan), regia di Delmer Daves (1952)
- L'assedio degli Apaches (Apache War Smoke), regia di Harold F. Kress (1952)
- L'ultima freccia (Pony Soldier), regia di Joseph M. Newman (1952)
- Storia di tre amori (The Story of Three Loves), regia di Vincente Minnelli, Gottfried Reinhardt (1953)
- Bright Road, regia di Gerald Mayer (1953)
- Prendeteli vivi o morti (Code Two), regia di Fred M. Wilcox (1953)
- Arena, regia di Richard Fleischer (1953)
- Prisoner of War, regia di Andrew Marton (1954)
- I valorosi (Men of the Fighting Lady), regia di Andrew Marton (1954)
- Furia omicida (The Man Is Armed), regia di Franklin Adreon (1956)
- Il fango verde (The Green Slime), regia di Kinji Fukasaku (1968)

### Televisione
- Il cavaliere solitario (The Lone Ranger) – serie TV, un episodio (1954)
- The Ford Television Theatre – serie TV, un episodio (1954)
- Meet Mr. McNutley – serie TV, un episodio (1955)
- The Public Defender – serie TV, un episodio (1955)
- Kings Row – serie TV, episodio 1x02 (1955)
- Studio 57 – serie TV, 3 episodi (1955-1956)
- Lux Video Theatre – serie TV, un episodio (1956)
- Cavalcade of America – serie TV, un episodio (1956)
- Celebrity Playhouse – serie TV, episodio 1x36 (1956)
- Crossroads – serie TV, episodio 1x39 (1956)
- Sheriff of Cochise – serie TV, un episodio (1956)
- Code 3 – serie TV, un episodio (1957)
- The George Sanders Mystery Theater – serie TV, un episodio (1957)
- Matinee Theatre – serie TV, 5 episodi (1955-1958)
- Studio One – serie TV, un episodio (1958)
- General Electric Theater – serie TV, episodio 7x11 (1958)
- June Allyson Show (The DuPont Show with June Allyson) – serie TV, episodio 1x13 (1959)
- Startime – serie TV, un episodio (1960)
- Theatre 70 – serie TV, un episodio (1960)
- Alfred Hitchcock presenta (Alfred Hitchcock Presents) – serie TV, 7 episodi (1956-1960)
- The Barbara Stanwyck Show – serie TV, un episodio (1961)
- Armstrong Circle Theatre – serie TV, un episodio (1962)
- Carovane verso il West (Wagon Train) – serie TV, 187 episodi (1957-1962)
- The United States Steel Hour – serie TV, 2 episodi (1962-1963)
- The Red Skelton Show – serie TV, un episodio (1963)
- Mark Dolphin – film TV (1965)
- The Man Who Bought Paradise – film TV (1965)
- A Man Called Shenandoah – serie TV, 34 episodi (1965-1966)
- I giorni della paura (The Dangerous Days of Kiowa Jones) – film TV (1966)
- The Spy Killer – film TV (1969)
- Foreign Exchange – film TV (1970)
- Rolf Harris Show – serie TV, un episodio (1971)
- Longstreet – serie TV, un episodio (1972)
- Pepper Anderson agente speciale (Police Woman) – serie TV, un episodio (1976)
- Nel tunnel dei misteri con Nancy Drew e gli Hardy Boys (The Hardy Boys/Nancy Drew Mysteries) – serie TV, un episodio (1978)
- Così gira il mondo (As the World Turns) – serie TV, un episodio (1982)
- Houston Knights - Due duri da brivido – serie TV, un episodio (1987)
- Fiume rosso (Red River) – film TV (1988)
- La signora in giallo (Murder, She Wrote) - serie TV, episodio 6x02 (1989)